# Veľká Paka
Veľká Paka (deutsch Großkapeln, ungarisch Nagypaka) ist eine Gemeinde in der südwestlichen Slowakei.
Der Ort wurde 1205 zum ersten Mal schriftlich erwähnt.
Zur Gemeinde gehören neben dem Hauptort auch die 1940 eingemeindeten Orte Malá Paka (deutsch Kleinkapeln, ungarisch Kispaka) und Čukárska Paka (ungarisch Csukárpaka).
Bis 1918 gehörte Veľká Paka im Komitat Pressburg zum Königreich Ungarn und kam dann zur neu entstandenen Tschechoslowakei. Durch den Ersten Wiener Schiedsspruch kam die Gemeinde von 1938 bis 1945 kurzzeitig wieder zu Ungarn.
Die Einwohner sind mehrheitlich Ungarn (55 %), jedoch sind auch die Slowaken stark in der Gemeinde vertreten.

## Bevölkerung
| Jahr                | 1994 | 2004     | 2014     | 2024     |
| ------------------- | ---- | -------- | -------- | -------- |
| Anzahl der Personen | 644  | 745      | 927      | 1062     |
| Unterschied         |      | +15,68 % | +24,42 % | +14,56 % |

| Jahr                | 2023 | 2024    |
| ------------------- | ---- | ------- |
| Anzahl der Personen | 1032 | 1062    |
| Unterschied         |      | +2,90 % |